# Russisches Freiwilligenkorps
Das Russische Freiwilligenkorps (RDK oder RVC) (russisch Русский добровольческий корпус Russki dobrowoltscheski korpus, RDK; englisch Russian Volunteer Corps, RVC) ist eine im August 2022 gebildete Einheit russischer Freiwilliger, die seit 2014 für die Ukraine kämpfen. RDK behauptete 2022, Teil der nach dem russischen Überfalls auf die Ukraine gebildeten Internationalen Legion der Ukraine zu sein. Die ukrainische Regierung hat diese Behauptungen nicht offiziell bestätigt. Allerdings wurde 2023 durch den ukrainischen Geheimdienst HUR eingeräumt, dass es Verbindungen zu dieser Legion gibt.

## Zusammensetzung
Befehlshaber der Einheit ist der russische Rechtsextremist und White-Rex-Gründer Denis Kapustin (Pseudonym Denis Nikitin), der aufgrund einer angeblich jüdischen Herkunft Anfang der 2000er Jahre eine unbefristete Aufenthaltserlaubnis in Deutschland als Kontingentflüchtling erhielt. Er war eine Führungsfigur der rechtsextremen Hooligan- und Kampfsportszene. Nikitins Verhältnis zur Ukraine und der Russischen Föderation wurde 2022 als ambivalent beschrieben, sodass dem RDK bereits Nähe zu den Regierungen beider Staaten nachgesagt wurde. In Russland wurde Kapustin 2023 offiziell als „Terrorist“ eingestuft.
Einige Mitglieder des RDK, die während des Grenzüberfalls fotografiert wurden, haben öffentlich neonazistische Ansichten zur Schau gestellt. Alexandr Skatschkow wurde 2020 von den ukrainischen Sicherheitsdiensten verhaftet, weil er eine russische Übersetzung des Manifests der White Supremacy von Brenton Tarrant, des Schützen im Terroranschlag auf zwei Moscheen in Christchurch, Neuseeland, verkauft hatte, der 2019 51 Menschen getötet hatte. Skatschkow wurde nach einem Monat im Gefängnis auf Kaution freigelassen.
Ein anderes Mitglied ist Alexei Lewkin, Gründer der Gruppe Wotanjugend, die in Russland begann, aber später in die Ukraine zog. Levkin organisiert das Nationalsozialistische Black Metal Asgardsrei Festival, das 2012 in Moskau begann, aber von 2014 bis 2019 in Kiew stattfand. Levkin ist Russe, Sänger der National Socialist Black Metal Band M8l8th (was für „Heil Hitler“ steht).
Im Gegensatz zur Legion Freiheit Russlands wurden Mitglieder des RDK zunächst nicht aus Kriegsgefangenen und ehemaligen russischen Soldaten ausgewählt, sondern ausschließlich aus russischen Emigranten, die bereits in der Ukraine sowie in anderen europäischen Ländern lebten. Laut eigenen Aussagen waren daher viele der Kämpfer bereits vor dem Jahr 2022 – als Teil der Brigade Asow – im Krieg im Donbas aktiv. Im November 2022 gab der „Russische Bürgerrat“, der aus Persönlichkeiten des öffentlichen Lebens aus neun russischen Regionen besteht und seinen Sitz in Warschau hat, die Auswahl von Freiwilligen für die Reihen der nationalen Einheiten innerhalb der ukrainischen Streitkräfte, einschließlich des RDK bekannt, so dass fortan auch Freiwillige akzeptiert wurden, die direkt aus Russland kamen. Der Bürgerrat verfügt laut eigenen Angaben über ein professionelles Freiwilligen-Ausbildungszentrum und konzentrierte sich später vermehrt auf die Aufstellung des Sibirischen Bataillons.

## Ziele
Zu den Hauptzielen des Freiwilligenkorps zählt die Zersplitterung Russlands in mehrere Einzelstaaten, um so einen rein russischen Staat zu errichten. Laut Tagesspiegel ist das RDK „nicht offiziell in das ukrainische Militär eingebunden“.
Am 22. Mai 2023 soll das RDK mit der Legion Freiheit Russlands Positionen in diversen Dörfern in der Oblast Belgorod angegriffen haben. Der Gouverneur der Oblast Belgorod, Wjatscheslaw Gladkow, bezichtigte daraufhin die ukrainischen Streitkräfte des Angriffes, was diese zurückwiesen. Bereits am 2. März des Jahres waren Teile des RDK über die russisch-ukrainische Grenze an ein Dorf in der Oblast Brjansk gelangt. Anfang Juni nahm das RDK das Dorf Nowaja Tawolschanka ein.
In der Nacht zum 12. März 2024 drang das Russische Freiwilligenkorps zusammen mit der Legion Freiheit Russlands und dem Sibirischen Bataillon von der Ukraine aus in die russischen Grenzregionen Belgorod und Kursk vor und griff mehrere Dörfer an.